# Африканська платформа

Тектонічні плити.

Африканська платформа, Африкано-Аравійська платформа — одна з найдавніших (докембрійських) тектонічно стабільних структур земної кори, що займає континент Африки (без Атлаських і Капських гір), Аравійський півострів (без гір Оману) і острова Мадагаскар із Сейшельськими островами.
Утворилася в результаті об'єднання Конголезької, Калахарської, Сомалійської, Центрально-Африканської та Західно-Африканської протоплатформ, після роздроблення суперматерика Пангеї-0. Проіснувала до суперматерика Пангеї-1, з якою об'єдналася. У палеозої до Африканської платформи приєдналася Аравійська платформа в суперматерику Гондвана.
У складі платформи є щити (стародавні масиви) — Регибатський, Ахаггарський, Ебюрнейський, Нубійський, Ефіопський, Центрально-Африканський, Касаї, Танганьїкський, Зімбабве, Мозамбіцький, Трансваальський, Бангвелулу і Тоггарський.